# Томмі Ф'юрі
Томас Майкл Джон Ф'юрі (англ. Thomas Michael John Fury; нар. 7 травня 1999, Манчестер, Англія) — британський професійний боксер й учасник реаліті-шоу. 2019 року взяв перерву у боксерській кар'єрі та знятися в реаліті-шоу «Острів кохання» від ITV2. Разом з партнеркою Моллі-Мей Гейг пара посіла друге місце. Він є молодшим зведеним братом колишнього чемпіона світу з боксу в надважкій вазі Тайсона Ф'юрі.

## Ранні роки
Народився 7 травня 1999 року в Манчестері, Англія в родині Джона Ф'юрі, що походить від пейві, та Шанталь, яка має маврикійське походження. Його зведений брат — колишній чемпіон світу в надважкій вазі Тайсон Ф'юрі.

## Професійна кар'єра

### Початок кар'єри
22 грудня 2018 року дебютував у професійному боксі, перемігши Євгенія Андрєєва (10–102–3) на Манчестер Арені у Манчестері, здобувши перемогу рішенням суддів у чотирьох раундах (40–36). У своєму другому бою 23 березня 2019 року Ф'юрі переміг Каллума Айда (0–26–2) нокаутом у 1-му раунді на Лестер Арені у Лестері.
2019 року взяв участь в реаліті-шоу «Острів кохання», фактично припинивши кар'єру боксера. Ф'юрі повернувся 21 грудня, зустрівшись на ризі з Пшемиславом Біньєндою (2–26) на Копер Бокс у Лондоні, перемігши його технічним нокаутом у 1-му раунді. 13 листопада 2020 року Ф'юрі переміг Генадія Краєвського (0–12) нокаутом у 2-му раунді.
27 лютого 2021 року на Копер Бокс зустрівся зі Скоттом Вільямсом, перемігши його технічним нокаутом у 2-му раунді.
5 червня 2021 року переміг Джордана Гранта (2–0) рішенням суддів (40–36). 29 серпня бився з майстром змішаних бойових мистецтв Ентоні Тейлором (0–1) в андеркарті Джейка Пола проти Тайрона Вудлі одностайним рішенням суддів з рахунком 40–36 у всіх трьох суддівських таблицях.

### Ф'юрі проти Пола
Після перемоги над Тейлором в андеркарті Пола було оголошено, що вони виступлять хедлайнерами 18 грудня на Амалі-арені у Тампі, Флорида, США. Однак 6 грудня Ф'юрі знявся через бактеріальну інфекцію грудної клітки та зламане ребро. Його замінив представник змішаних бойових мистецтв Тайрон Вудлі. Бій Ф'юрі проти Пола перенесли на 2 серпня 2022 року в Медісон-сквер-гарден у Нью-Йорку, США. Однак, бій не відбувся через заборонену Ф'юрі в'їзду до США, і його замінив Хасім Рахман-молодший.
Ф'юрі повернувся на ринг в андеркарті бою свого брата Тайсона Ф'юрі WBC і чемпіону «Рингу» проти Ділліана Вайта 23 квітня 2022 року на стадіоні «Вемблі» в Лондоні, в якому він переміг Даніеля Бочанського (10–1) за очками. Після перемоги Ф'юрі викликав Пола.
27 січня було оголошено, що поєдинок Ф'юрі проти Пола втретє перенесено на 26 лютого на Дірія Арену в Ед-Дірії, Саудівська Аравія. Ф'юрі переміг Пола роздільним рішенням суддів: один суддя оцінив 75–74 на користь Пола, тоді як двоє інших суддів оцінили 76–73 на користь Ф'юрі.

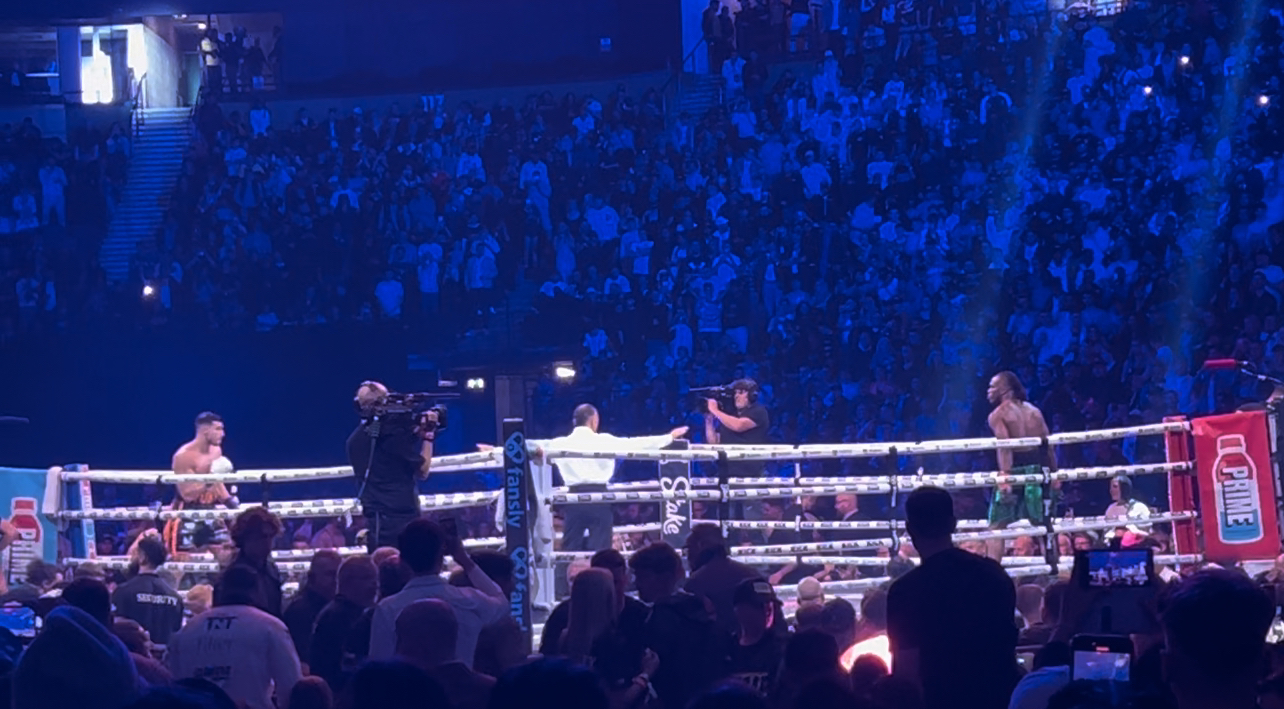
Ф'юрі б'ється з KSI на Манчестер Арені, Манчестер

### Ф'юрі проти Олаїде Олатуньї
У листопаді 2019 року британський ютубер KSI переміг американського ютубера Логана Пола роздільним рішенням суддів. Після цього Ф'юрі викликав KSI на бій, від якого KSI відмовився, оскільки хотів зосередитися на музичній кар'єрі. 30 липня 2023 року було оголошено, що Ф'юрі зустрінеться з KSI 14 жовтня на Манчестер Арені у Манчестері, Англія. Ф'юрі переміг після шести раундів одностайним рішенням суддів: від трьох суддів 57–56 на користь Ф'юрі. Хоча підрахунки Рафаеля Рамоса містили помилку (57–57).

## Показовий бій

### Ф'юрі проти Ламберта
4 жовтня 2022 року оголосили, що Ф'юрі зустрінеться з американським боксером Полом Бамбою (5–2) у спільному бою з Флойдом Мейвезером-молодшим проти Деджі на Coca-Cola Арені у Дубаї, ОАЕ. На зважування 12 листопада Бамба важив 176,6 фунта, а Ф'юрі — 181,4 фунта. Обидва бійці заявили, що вага відповідає контракту. Бамба відмовився від бою, і 13 листопада, в день бою, його замінили камерунським боксером Роллі Ламбертом (15–1–1), володарем титулів WBO Африки, WBC та WBA Азії, для показового бою. Під час бою Ф'юрі та Ламберта освистали.

## Телевізійна кар'єра

### «Острів кохання»
У червні 2019 року взяв участь у п'ятій серії реаліті-шоу «Острів кохання» ITV2, посів друге місце разом із подругою Моллі-Мей Гейг. Їхня дочка народилася 23 січня 2023 року.

### Інші ролі
У грудні 2019 року Ф'юрі з'явився в серіалі ITV2 «Боксер і бальна танцівниця» разом із іншим учасником «Острова кохання» Кертісом Прітчардом. Вони помінялися кар'єрами: Ф'юрі спробував займатися бальними танцями, а Прітчард — боксом.
У серпні 2023 року Ф'юрі з'явився в серіалі Netflix «Вдома з Ф'юрі».

## Статистика
| No. | Результат | Рахунок | Суперник             | Вид | Раунд, час  | Дата              | Місце                                           | Примітки                                       |
| --- | --------- | ------- | -------------------- | --- | ----------- | ----------------- | ----------------------------------------------- | ---------------------------------------------- |
| 10  | перемога  | 10–0    | KSI                  | UD  | 6           | 14 жовтня 2023    | Манчестер Арена, Манчестер, Англія              | Спочатку перемога Фʼюрі за рішенням більшості. |
| 9   | перемога  | 9–0     | Джейк Пол            | SD  | 8           | 26 лютого 2023    | Дірія Арена, Ед-Дірія, Саудівська Аравія        |                                                |
| 8   | перемога  | 8–0     | Даніель Бочанський   | PTS | 6           | 23 квітня 2022    | Вемблі, Лондон, Англія                          |                                                |
| 7   | перемога  | 7–0     | Ентоні Тейлор        | UD  | 4           | 29 серпня 2021    | Rocket Mortgage FieldHouse, Клівленд, США       |                                                |
| 6   | перемога  | 6–0     | Джордан Грант        | PTS | 4           | 5 червня 2021     | Телфордський міжнародний центр, Телфорд, Англія |                                                |
| 5   | перемога  | 5–0     | Скотт Вільямс        | TKO | 2 (4), 2:05 | 27 лютого 2021    | Копер Бокс, Лондон, Англія                      |                                                |
| 4   | перемога  | 4–0     | Генадій Краєвський   | KO  | 2 (4), 2:56 | 13 листопада 2020 | BT Sport Studio, Лондон, Англія                 |                                                |
| 3   | перемога  | 3–0     | Пшемислав Біненда    | TKO | 1 (6), 1:02 | 21 грудня 2019    | Копер Бокс, Лондон, Англія                      |                                                |
| 2   | перемога  | 2–0     | Каллум Іде           | KO  | 1 (4), 1:34 | 23 березня 2019   | Лестер Арена, Лестер, Англія                    |                                                |
| 1   | перемога  | 1–0     | Євгеній Андрієвський | PTS | 4           | 22 грудня 2018    | Манчестер Арена, Манчестер, Англія              |                                                |

## Виставкові блої
| No. | Результат | Рахунок | Суперник      | Вид | Раунд, час | Дата              | Місце                       | Примітки       |
| --- | --------- | ------- | ------------- | --- | ---------- | ----------------- | --------------------------- | -------------- |
| 1   | перемога  | 1–0     | Роллі Ламберт | PTS | 6          | 13 листопада 2022 | Coca-Cola Arena, Дубай, ОАЕ | Рахунок 59-55. |